# Bohdan Szerhijovics Nyikisin
Bohdan Szerhijovics Nyikisin (ukránul: Богдан Сергійович Нікішин) (Dnyipropetrovszk, 1980. május 29. –) világbajnok ukrán párbajtőrvívó.